# Завенягін Авраамій Павлович
Авраа́мій Па́влович Завеня́гін (1 (14) квітня 1901 або 14 квітня 1901 , Узлова, Богородицький повітd, Тульська губернія, Російська імперія  — 31 грудня 1956 , Москва ) — радянський державний та політичний діяч, член ВУЦВК та ЦВК СРСР, депутат Верховної Ради СРСР 1—2-го скликань, депутат Верховної ради РРФСР 3-го скликання. Кандидат у члени ЦК КПРС у 1934—1939 та 1952—1956 роках. Член ЦК КПРС у 1956 році. Двічі Герой Соціалістичної Праці (29.10.1949, 4.01.1954).

## Біографія
Народився 2 (14) квітня 1901 року в родині залізничника (машиніста паровоза) на станції Узлова Сизрансько-Вяземської залізниці Єпіфанського повіту тульської губернії (тепер Узловського району Тульської області Росії). З 1909 по 1912 рік навчався в початковому училищі на станції Узлова. З 1912 по 1919 рік навчався в реальному училищі (єдиній трудовій школі) міста Скопіна Рязанської губернії.
Член РСДРП(б) з листопада 1917 року.
У травні — вересні 1918 року — відповідальний секретар комітету РКП(б) та залізничного революційного комітету на станції Узлова. У 1918 році вступив до комсомолу.
У вересні 1918 — травні 1919 року — відповідальний секретар Скопінського міського та повітового комітетів РКП(б) Рязанської губернії. У 1919 році закінчив єдину трудову школу міста Скопіна Рязанської губернії.
У травні — жовтні 1919 року — редактор газети «Известий Рязанського губисполкома» в Рязані.
У жовтні 1919 — січні 1920 року — начальник політичного відділу та в.о. військового комісара Рязанської піхотної дивізії РСЧА.
У лютому — вересні 1920 року — голова Слов'янського повітового революційного комітету, голова Слов'янського повітового комітету КП(б)У Донецької губернії.
У вересні 1920 — вересні 1921 року — відповідальний секретар Юзівського повітового (окружного) комітету КП(б)У Донецької губернії.
У вересні 1921 — березні 1922 року — секретар Старобільського повітового (окружного) комітету КП(б)У, голова повітового (окружного) революційного комітету та виконавчого комітету Старобільської повітової (окружної) ради Донецької губернії.
З березня по червень 1922 року не працював, лікувався в місті Юзівці.
У червні 1922 — вересні 1923 року — відповідальний секретар Юзівського повітового (окружного) комітету КП(б)У Донецької губернії.
У вересні 1923 — квітні 1930 року — студент факультету чорних металів Московської гірничої академії. Одночасно до червня 1928 року працював начальником адміністративного-господарського управління, а з червня 1928 по травень 1930 року обирався секретарем партійного осередку Московської гірничої академії імені Сталіна.
У травні — липні 1930 року — ректор Московського інституту сталі імені Сталіна.
У липні 1930 — березні 1931 року — директор Ленінградського державного інституту з проєктування заводів чорної металургії «Діпромез».
У березні — серпні 1931 року — начальник металургійного сектора Вищої ради народного господарства (ВРНГ) СРСР. У серпні 1931 — січні 1933 року — заступник наальника Головного управління металургійної промисловості ВРНГ СРСР (Народного комісаріату важкої промисловості СРСР).
У січні — серпні 1933 року — директор Дніпровського металургійного заводу імені Дзержинського в Кам'янському.
У серпні 1933 — березні 1937 року — директор Магнітогорського металургійного заводу імені Сталіна.
14 березня 1937 — 14 березня 1938 року — 1-й заступник народного комісара важкої промисловості СРСР.
З 8 квітня 1938 по 29 березня 1941 року очолював будівництво Норильського гірничо-металургійного (нікелевого) комбінату НКВС СРСР. Одночасно з 1 вересня 1939 по 29 березня 1941 року — начальник управління Норильського виправно-трудового табору НКВС СРСР (Норильлаг).
29 березня 1941 — 20 серпня 1951 року — заступник народного комісара (міністра) внутрішніх справ СРСР.
Один з керівників радянського атомного проекту. З 20 серпня 1945 по 26 червня 1953 року — заступник начальника I-го головного управління при РНК (Раді міністрів) СРСР, член Спеціального комітету № 1 при РНК (Раді міністрів) СРСР. З 26 січня 1946 по 18 березня 1949 року — начальник IX-го управління (управління спеціальних інститутів) МВС СРСР. До березня 1953 року — 1-й заступник начальника I-го головного управління при РМ СРСР. З 15 березня по 26 червня 1953 року — начальник I-го головного управління при РМ СРСР.
У зону відповідальності Завенягіна входив увесь цикл виробництва ядерного палива і зарядів, від руди до виробленого в промислових реакторах плутонію. Ним також було організовано роботу з вивезення в СРСР німецьких ядерних спеціалістів — металургів, хіміків, фізиків.
У червні і липні 1948 року Завенягін разом з Курчатовим керував ліквідацією двох аварій на першому вітчизняному промисловому реакторі А-1, тривалий час перебував у центральному (реакторному) залі та отримав велику дозу опромінення. За внесок в атомний проект указом Президії Верховної ради СРСР від 29 жовтня 1949 року Завенягіну було присвоєно звання Героя Соціалістичної Праці. Лауреат Сталінської премії 1-го ступеня (1951, за успішне керівництво роботами по розвитку атомної промисловості).
26 червня 1953 — 28 лютого 1955 року — заступник міністра середнього машинобудування СРСР.
4 січня 1954 року Завенягіну присвоєно друге звання Героя Соціалістичної Праці за виняткові заслуги перед державою при виконанні спеціального завдання в галузі будівництва та організації вітчизняної атомної промисловості і успішне керівництво роботою зі створення радянської атомної зброї.
28 лютого 1955 — 31 грудня 1956 року — заступник голови Ради міністрів СРСР та міністр середнього машинобудування СРСР.
Помер у Москві 31 грудня 1956 року від «паралічу серця, що розвинувся в результаті тромбозу лівої вінцевої артерії», за неофіційною версією, від променевої хвороби. Похований у некрополі біля Кремлівської стіни на Красній площі Москви.

## Звання
- старший майор державної безпеки (9.07.1941)
- генеральний комісар державної безпеки III-го рангу (14.02.1943)
- генерал-лейтенант (9.07.1945)

## Нагороди
- двічі Герой Соціалістичної Праці (29.10.1949, 4.01.1954)
- шість орденів Леніна (23.03.1935, 17.01.1943, 24.02.1945, 29.10.1949, 16.04.1951, 4.01.1954)
- медалі
- Сталінська премія І ст. (1951)